# Pardes Hanna-Karkur
Pardes Hanna-Karkur (פַּרְדֵּס חַנָּה-כַּרְכּוּר) est une municipalité israélienne du district de Haïfa.

## Histoire

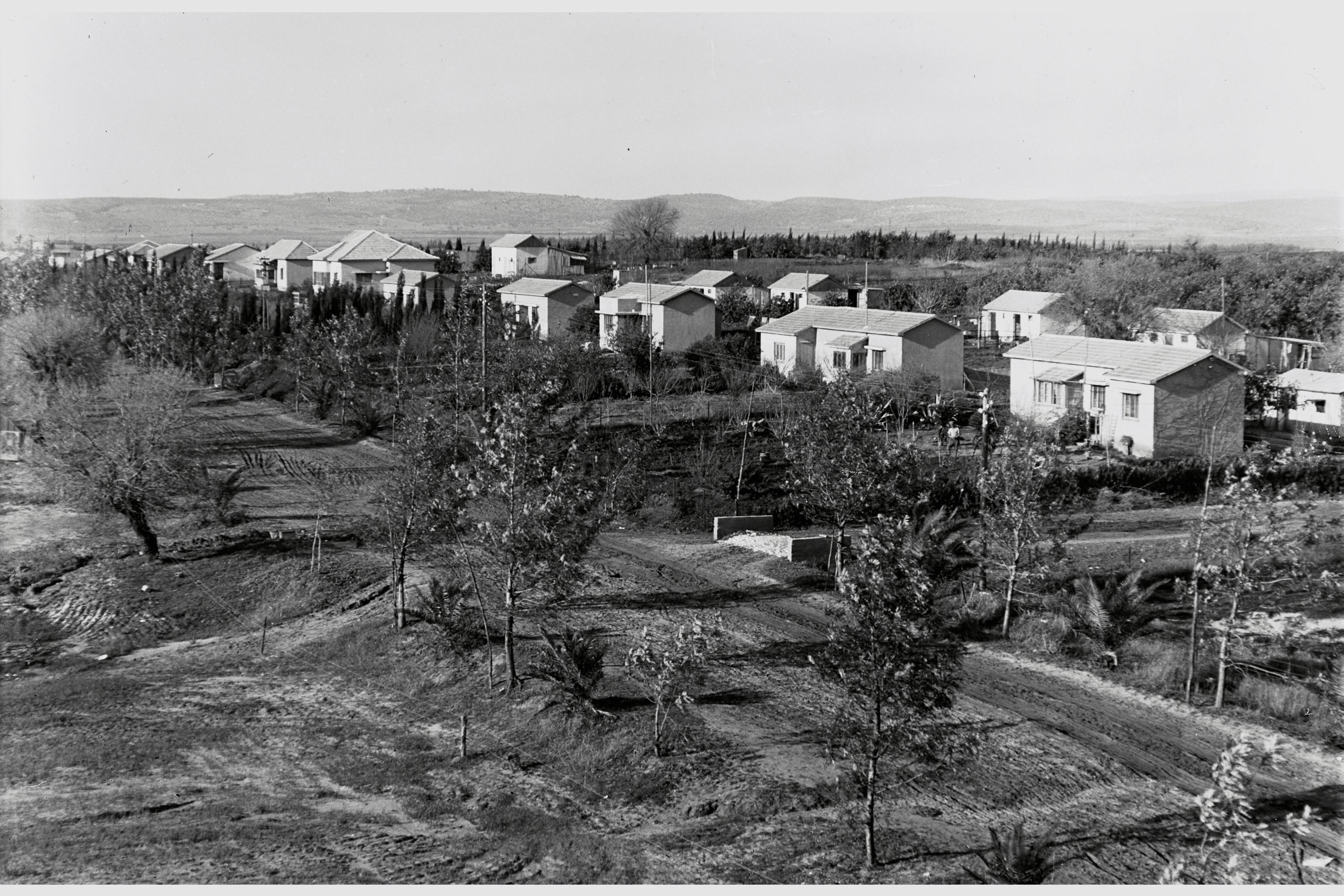
Pardes Hanna en 1938.

À la suite de la guerre israélo-arabe de 1948 un camp de transit y a été établi (en hébreu ma'abara).
En 1950, les villages de Tel Shalom et de Neve Efraim se rejoignent pour créer Pardes Hanna. Pardes Hanna et Karkur se regroupent en 1969,.
Une école d'agriculture est créée en 1929 et plus tard un Yechiva, avec d'anciens élèves comme Yitzhak Peretz, Benny Elon, Ya'akov Ne'eman, Haim Zisowitz, Yair Sheleg, Adam Baruch et Eitan Cabel.